# Comunidad de comunas de Rosellón Conflent
La Comunidad de comunas de Rosellón-Conflent (Communauté de communes de Roussillon-Conflent en francés), es una estructura intercomunal francesa situada en el departamento francés de Pirineos Orientales de la región de Languedoc-Rosellón.

## Historia
Fue creada el 20 de diciembre de 1996 con la unión de las seis comunas de Corbère, Millas Saint-Feliu-d'Amont, Ille-sur-Têt, Joch y Marquixanes; las tres primeras pertenecientes al antiguo cantón de Millas y las otras tres pertenecientes al antiguo cantón de Vinça.
El 24 de diciembre de 1997, se sumaron las cuatro comunas de: Bouleternère, Casefabre, Rigarda y Corbère-les-Cabanes; las tres primeras pertenecientes al cantón de Vinça y el último perteneciente al cantón de Millas
El 29 de diciembre de 1998 se sumaron las cuatro comunas de: Corneilla-la-Rivière, Néfiach, Boule-d'Amont y Rodès; las dos primeras pertenecientes al cantón de Millas y las dos últimas al cantón de Vinça.
El 29 de diciembre de 2001 se sumó la comuna de Prunet-et-Belpuig, del cantón de Vinça.
El 30 de diciembre de 2002 se sumaron las comunas de Montalba-le-Château y Saint-Michel-de-Llotes, las dos del cantón de Vinça, y se salieron las comunas de Joch y Rigarda.
El 28 de diciembre de 2008 se sumó la comuna de Bélesta-de-la-Frontière, del antiguo cantón de Latour-de-France.
El 24 de noviembre de 2012 se sumó la comuna de Glorianes, del cantón de Vinça.
El 26 de septiembre de 2013 y aplicado en 2014, se separó la comuna de Marquixanes.
Las seis (de nueve) comunas del antiguo cantón de Millas, las nueve (de dieciocho) del antiguo cantón de Vinça y la comuna (de diez) del antiguo cantón de Latour-de-France, pasaron a formar parte en 2015, nueve del nuevo cantón del Valle del Têt, uno del nuevo cantón del Valle del Agly y seis del nuevo cantón del Canigó

## Nombre
Debe su nombre a las comunas que la componen se hallan en la comarca de Conflent, situada en el Rosellón.

## Composición
La Comunidad de comunas reagrupa 16 comunas:
| Bélesta-de-la-Frontière | 66019 | Valle del Agly | 225  | 20.52 | 11   |
| Boule-d'Amont           | 66022 | Canigó         | 65   | 23.22 | 2.8  |
| Bouleternère            | 66023 | Canigó         | 880  | 10.63 | 83   |
| Casefabre               | 66040 | Canigó         | 40   | 6.99  | 56   |
| Corbère                 | 66055 | Valle del Têt  | 717  | 7.25  | 99   |
| Corbère-les-Cabanes     | 66056 | Valle del Têt  | 1125 | 4.14  | 272  |
| Corneilla-la-Rivière    | 66058 | Valle del Têt  | 1953 | 11.90 | 164  |
| Glorianes               | 66086 | Canigó         | 17   | 18.72 | 0.91 |
| Ille-sur-Têt            | 66088 | Valle del Têt  | 5354 | 31.67 | 169  |
| Millas                  | 66108 | Valle del Têt  | 4012 | 19.12 | 210  |
| Montalba-le-Château     | 66111 | Valle del Têt  | 148  | 15.90 | 9.3  |
| Néfiach                 | 66121 | Valle del Têt  | 1206 | 8.81  | 137  |
| Prunet-et-Belpuig       | 66153 | Canigó         | 54   | 21.68 | 2.5  |
| Rodès                   | 66165 | Canigó         | 626  | 18.11 | 35   |
| Saint-Féliu-d'Amont     | 66173 | Valle del Têt  | 905  | 6.11  | 148  |
| Saint-Michel-de-Llotes  | 66185 | Valle del Têt  | 332  | 8.64  | 38   |

## Competencias
La comunidad es un organismo público de cooperación intercomunal.
Sus recursos provienen del impuesto sobre los rendimientos del trabajo único, del sistema de contribuciones que se aplica a los residuos y asignaciones y subvenciones de diversos socios.
Sus competencias en general se centran en el desarrollo económico, medio ambiental, de empleo y los servicios comunitarios a los habitantes:
- Ordenación del Territorio
  - Plan de Coherencia Territorial (SCOT, en francés) (a título obligatorio).
  - Plan Sectorial (a título obligatorio).
- Desarrollo y organización económica
  - Acción de desarrollo económico de las actividades industriales, comerciales o de empleo, (apoyo de las actividades agrícolas y forestales...) (a título obligatorio).
  - Creación, organización, mantenimiento y gestión de zonas de actividades industriales, comerciales, terciario, artesanal o turístico (a título obligatorio).
- Desarrollo y organización social y cultural
  - Actividades culturales y socioculturales (a título facultativo).
  - Actividades deportivas (a título facultativo).
  - Construcción y/u organización, mantenimiento, gestión de equipamientos o establecimientos culturales, socioculturales, socioeducativos, deportivos… (a título optativo).
  - Transporte escolar (a título facultativo).
- Medio ambiente
  - Saneamiento no colectivo (a título facultativo).
  - Recogida y tratamiento de los residuos urbanos y asimilados (a título optativo).
  - Protección y valorización del Medio Ambiente (a título optativo).
- Vivienda y hábitat
  - Programa local del hábitat (a título optativo).
- Servicio de vías públicas
  - Creación, organización y mantenimiento del servicio de vías públicas (a título optativo).
- Otros
  - Adquisición comunal de material (a título facultativo).
  - Informática, Talleres vecinales (a título facultativo).